# Parangitia carrioni
Parangitia carrioni là một loài bướm đêm trong họ Noctuidae.